# Androcorys oxysepalus
Androcorys oxysepalus är en orkidéart som beskrevs av Kai Yung Lang. Androcorys oxysepalus ingår i släktet Androcorys och familjen orkidéer. Inga underarter finns listade i Catalogue of Life.